# John Eliot Gardiner
Sir John Eliot Gardiner (Fontmell Magna, 20 aprile 1943) è un direttore d'orchestra britannico.
Ha fondato il Monteverdi Choir, gli English Baroque Soloists e l'Orchestre Revolutionnaire et Romantique. 
Nonostante egli abbia acquisito gran parte della sua fama come interprete della musica del periodo barocco e classico su strumenti d'epoca, la sua discografia include un repertorio vastissimo, che spazia dall'età medievale a quella contemporanea e include le opere di Monteverdi, le cantate di Bach, gli oratori di Haydn, i 23 concerti per fortepiano di Mozart, le nove sinfonie di Beethoven, La damnation de Faust di Berlioz, le quattro sinfonie di Schumann, il Falstaff di Verdi e La carriera di un libertino di Stravinskij. Ha inciso oltre 250 dischi.
Come direttore ospite, Gardiner ha diretto le orchestre Philharmonia, Boston, Cleveland, Orchestra reale del Concertgebouw e i Wiener Philharmoniker.

## Biografia
Gardiner ha cominciato a dirigere all'età di quindici anni. Durante i suoi studi al King's College di Cambridge ha studiato storia e lingua araba. Dopo la laurea, ha studiato musica con Thurston Dart al King's College di Londra ed in seguito con Nadia Boulanger a Parigi.
Durante la sua permanenza a Cambridge ha fondato il Monteverdi Choir, con il quale ha fatto il suo debutto a Wigmore Hall in Londra nel 1966. Nel 1968, Gardiner formò la Monteverdi Orchestra come formazione complementare al coro. Nel 1978, quest'orchestra divenne gli English Baroque Soloists.
John Eliot Gardiner fece il suo debutto operistico londinese con il Die Zauberflöte nel 1969 con la English National Opera. La prima produzione di cui fu responsabile al prestigioso Covent Garden fu Iphigénie en Tauride di Gluck.
Nel 1979 Gardiner fu invitato per la prima volta in territorio statunitense per dirigere la Dallas Symphony Orchestra.
Dal 1980 al 1983 fu direttore principale della CBC Radio Orchestra in Canada.
Nel 1982 divenne direttore artistico dell'Opéra national de Lyon fino al 1988.
A Edimburgo nel 1985 diresse Pelléas et Mélisande ed Étoile di Emmanuel Chabrier.
Sempre nel 1985 diresse nel Grand Théâtre a Lione la prima rappresentazione di Tamerlano di Georg Friedrich Händel e nel 1986 diresse la prima rappresentazione nel Théâtre du Huitième di Oberon di Carl Maria von Weber.
Al Teatro alla Scala di Milano diresse Israele in Egitto di Georg Friedrich Händel.
Nel 1989 e nel 2004 diresse il Vespro della Beata Vergine di Claudio Monteverdi nella Basilica di San Marco per il Teatro La Fenice di Venezia.
Nel 1990, Gardiner formò una nuova orchestra dedicata all'esecuzione su strumenti antichi della musica del XIX secolo, l'Orchestre Revolutionnaire et Romantique. Sempre nel 1990 diresse la ripresa nella Felsenreitschule di Salisburgo di Orfeo ed Euridice di Gluck ed un concerto con musiche di Brahms alla Scala.
Nel 1993, Gardiner, l'orchestra ed il Monteverdi Choir si produssero nella prima esecuzione moderna nella Cattedrale Sankt Peter di Brema della Messe solennelle di Hector Berlioz, da un manoscritto perduto per oltre 150 anni e ritrovato fortuitamente l'anno precedente.
In occasione del venticinquesimo anniversario di fondazione del Monteverdi Choir nel 1989, Gardiner li ha portati in tour con il Vespro della Beata Vergine da concerto sopra canti firmi di Monteverdi.
Nel 1994 dirige l'Orchestre Revolutionnaire et Romantique in un concerto con musiche di Beethoven alla Scala.
Nel 1997 dirige Chérubin di Jules Massenet al Royal Opera House di Londra.
Nel 1998, John Eliot Gardiner è stato nominato baronetto dalla regina Elisabetta. Nello stesso anno diresse Falstaff di Verdi nell'Anfiteatro romano di Cagliari.
Nel 1999 dirige Die lustige Witwe al Wiener Staatsoper.

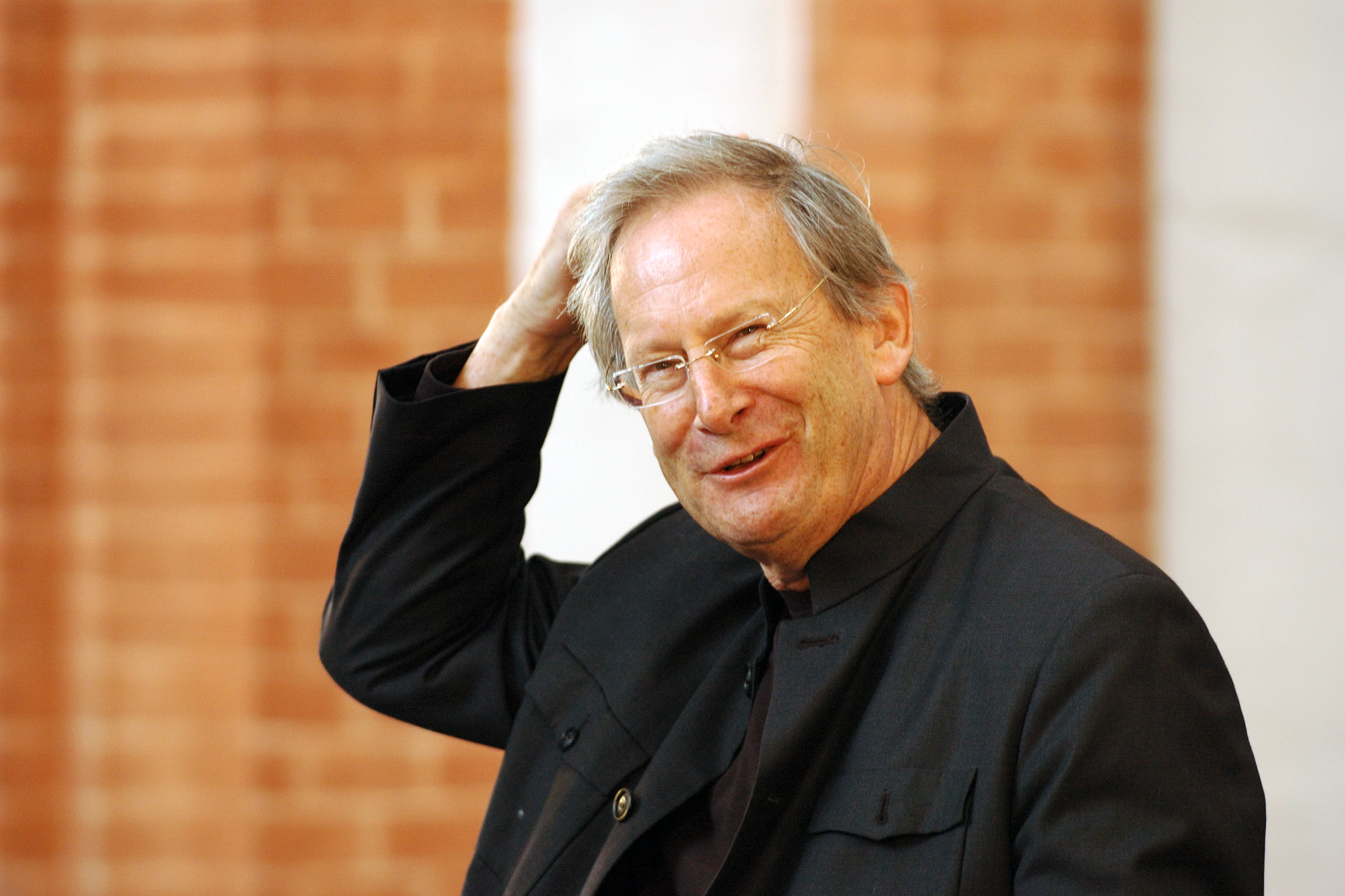
John Eliot Gardiner

Nell'anno 2000, Gardiner intraprese il Bach Cantata Pilgrimage, interpretando, ogni settimana per le 52 settimane dell'anno, tutte le cantate bachiane nel giorno liturgico per il quale furono composte, in chiese e sale da concerto europee e statunitensi. Alla fine del 2004, Gardiner ha percorso, con il Monteverdi Choir, il Cammino di Santiago di Compostela, interpretando musica sacra estratta dal Codex Calixtinus nelle cattedrali e chiese che si trovano sul cammino stesso.
Nel 2003 dirige The Cunning Little Vixen di Leoš Janáček al Covent Garden.
Nel 2004 al Teatro Malibran per il Teatro La Fenice ha diretto la prima esecuzione in tempi moderni della cantata per contralto, archi e continuo La scusa di Baldassare Galuppi ed il Sogno di una notte di mezza estate.
Nel 2006 ha diretto La finta giardiniera al Royal Opera House e a Milano Káťa Kabanová di Leoš Janáček ed un concerto con la Filarmonica della Scala.
Il 18 ottobre 2006 ha ricevuto una laurea honoris causa in Musicologia dall'Università degli Studi di Pavia.
Nel 2008 dirige la prima rappresentazione nel Teatro Real di Madrid di Tamerlano di Georg Friedrich Händel e Simon Boccanegra al Covent Garden.
Nel 2011 dirige Der Freischütz di Carl Maria von Weber alla Royal Albert Hall di Londra.
Nel 2012 dirige Rigoletto al Royal Opera House e nel 2013 dirige il tradizionale Concerto di Capodanno di Venezia con Desirée Rancatore e Saimir Pirgu al teatro La Fenice di Venezia diretto già nel 2010.

## Vita familiare
Gardiner ha sposato Elizabeth Wilcock nel 1981, da cui ha divorziato nel 1997; tre figlie sono nate dalla loro unione. Nel 2001 ha sposato Isabella de Sabata, nipote del direttore d'orchestra Victor de Sabata, dalla quale si è separato nel 2019. Gardiner opera, nel tempo libero, in una fattoria biologica nel North Dorset, creata dal suo prozio, il compositore Henry Balfour Gardiner. Suo nonno era Alan Gardiner, famoso egittologo.

## Discografia
- Bach: Sacred Masterpieces Cantatas Archiv Produktion e Philips Classics 1980/2000 22-CD (nona posizione nella classifica Classical Albums)
- Bach: Cantatas Volume 1 (Feast of St. John the Baptist & 1st Sunday after Trinity) CD | Soli Deo Gloria | 2005
- Bach: Cantatas Volume 7 (14th Sunday after Trinity – Feast of St Michael and All Angels) CD | Soli Deo Gloria | 2006
- Bach: Cantatas Volume 8 (15th Sunday after Trinity – 16th Sunday after Trinity) CD | Soli Deo Gloria | 2005
- Bach: Cantatas Volume 10 (19th Sunday after Trinity – 25th Sunday after Trinity –Feast of Reformation) CD | Soli Deo Gloria | 2005
- Bach: Cantatas Volume 14 (Christmas Day & Second Day of Christmas) CD | Soli Deo Gloria | 2006
- Bach: Cantatas Volume 15 (3rd Day of Christmas – 2nd Day of Christmas) CD | Soli Deo Gloria | 2005
- Bach: Cantatas Volume 19 (2nd Sunday after Epiphany – 4th Sunday after Epiphany) CD | Soli Deo Gloria | 2006.
- Bach: Cantatas Volume 21 (Quinquagesima - Annunciation/Palm Sunday/Oculi) CD | Soli Deo Gloria | 2006.
- Bach: Cantatas Volume 22 (Easter Sunday – Easter Monday – Easter Tuesday) CD | Soli Deo Gloria | 2007.
- Bach: Cantatas Volume 24 (3rd Sunday after Easter – 4th Sunday after Easter) CD | Soli Deo Gloria | 2006.
- Bach: Cantatas Volume 26 (Whit Sunday) CD | Soli Deo Gloria | 2006.
- Bach: Cantatas for Ascension Day CD | Archiv | 2000
- Bach: Cantatas for the 11th Sunday after Trinity CD | Deutsche Grammophon | 2000
- Bach: Cantatas for the 27th Sunday Trinity / Visitation of Mary CD | Archiv | 2000
- Bach: Cantatas for the 3rd Sunday after Epiphany CD | Archiv | 2000
- Bach: Cantatas for the Feast of the Purification of Mary CD | Archiv | 2000
- Bach: Choral Works CD | Deutsche Grammophon | 2004
- Bach: Christmas Oratorio CD | Archiv | 1990
- Bach: Easter Cantatas CD | Archiv | 2000
- Bach: Funeral Cantatas CD | Archiv | 2000
- Bach: Magnificat BWV 243/Cantate Jauchzet Gott in allen Landen BWV 51, Argenta/Kwella/Brett CD | Philips | 1983
- Bach: Messa in si min BWV 232, English Baroque Soloists CD | Archiv | 1985
- Bach: St. John Passion CD | Archiv | 1990
- Bach: St. Matthew Passion - Arias and Choruses CD | Archiv | 1991
- Bach: St. Matthew Passion CD | Archiv | 1989
- Bach: Trinity (9th Sunday After Trinity) CD | Deutsche Grammophon | 2000
- Bach: Whitsun Cantatas CD | Archiv | 2000
- Beethoven/Mendelssohn: Conc. per vl., Mullova/Orch. Révolutionnaire et Romantique (SACD) SACD | Philips | 2002
- Beethoven/Mendelssohn: Conc. per vl., Mullova/Orch. Révolutionnaire et Romantique CD | Philips | 2002
- Beethoven: Leonore CD | Archiv | 1997
- Beethoven: Mass in C major CD | Archiv | 1993
- Beethoven: Missa Solemnis CD | Archiv | 1991
- Beethoven: Piano Concerto No. 5 / Choral Fantasy, Robert Levin fortepiano CD | Archiv | 1996
- Beethoven: Piano Concertos Nos. 1 & 2, Robert Levin fortepiano CD | Archiv | 1997
- Beethoven: Piano Concertos Nos. 3 & 4, Robert Levin fortepiano CD | Archiv | 1998
- Beethoven: Piano Concertos, Robert Levin fortepiano CD | Archiv | 1999
- Beethoven: Sinf. n. 1-9 CD | Archiv Produktion | 1994
- Beethoven: Sinf. n. 9 op. 125 "Corale", Orgonasova/Otter/Rolfe Johnson/Cachemaille CD | Archiv | 1994
- Beethoven: Symphony Nos. 1 & 2 CD | Archiv | 1994
- Beethoven: Symphony Nos. 3 & 4 CD | Archiv | 1994
- Beethoven: Symphony Nos. 5 & 6 CD | Archiv | 1994
- Beethoven: Symphony Nos. 7 & 8 CD | Archiv | 1994
- Berlioz: Harold en Italie / Trista CD | Philips | 1996
- Berlioz: Romeo e Giulietta, Orch. Révolutionnaire et Romantique CD | Decca | 1989
- Berlioz: Symphonie Fantastique CD | Philips | 1993
- Berlioz: Messe solennelle, Monteverdi Choir & Orchestre Révolutionnaire et Romantique | Universal International Music | 1994 Grammy Award for Best Choral Performance 1995
- Best of the Vienna Philharmonic CD | Deutsche Grammophon | 2004
- Brahms: Choral Works CD | Philips | 2006
- Brahms: Requiem tedesco, Margiono/Gilfry CD | Decca | 1990
- Britten: War requiem/Sinf. primavera/S.Cecilia/Flower, Orgonasova/Rolfe-J. CD | Deutsche Grammophon | 1997
- Bruckner: Mass No. 1 / Motets CD | Deutsche Grammophon | 2001
- Chabrier: España / Suite Pastorale / Habañera CD | Deutsche Grammophon | 1996
- Cherubini: Requiem in do minore CD | Archiv Produktion | 1991
- Danny Boy CD | Philips | 1996
- Debussy: The Debussy Edition, 150º Anniversario della nascita CD | Deutsche Grammophon | 2012
- Elgar: Enigma Variations / In the South CD | Deutsche Grammophon | 2002
- Fauré: Requiem CD | Philips | 1994
- Gluck: Alceste CD | Philips | 2002
- Gluck: Iphigénie en Aulide CD | Erato | 1990
- Gluck: Iphigénie en Tauride CD | Philips | 2004
- Gluck: Orfeo ed Euridice, McNair/Sieden/Ragin CD | Philips | 1991
- Haendel: Aci e Galatea, Burrowes/Rolfe J. CD | Archiv Produktion | 1978
- Handel: Alexander's Feast CD | Philips | 2007
- Haendel: Hercules, Tomlinson/Walker CD | Archiv Produktion | 1982
- Handel: Israel in Egypt CD | Philips | 1988
- Handel: Jephtha CD | Philips
- Handel: Messiah (Highlights) CD | Philips | 1983
- Handel: Messiah CD | Philips | 2003
- Handel: Solomon CD | Philips | 1990
- Handel: Solomon CD | Philips | 2006
- Haendel: Mus. sull'acqua/Mus. fuochi d'artificio, English Baroque Soloists CD | Decca | 1983
- Haydn: 6 Great Masses CD | Philips | 2004
- Haydn: Heiligmesse - Missa Sancti Bernardi de Offida / Missa in Tempore Belli - Paukenmesse CD | Philips | 2003
- Haydn: Lord Nelson Mass / Theresienmesse CD | Philips | 2003
- Haydn: The Creation CD | Archiv | 1996
- Haydn: The Seasons CD | Archiv | 1992
- Holst: The Planets / Grainger: The Warriors (SACD) SACD | Deutsche Grammophon | 2003
- Holst: The Planets / Grainger: The Warriors CD | Deutsche Grammophon | 1995
- Lehár: Merry Widow CD | Deutsche Grammophon | 1995
- Mendelssohn: Symphonies Nos. 4 & 5 CD | Deutsche Grammophon | 1999
- Monteverdi: L'Incoronazione di Poppea CD | Archiv | 1996
- Monteverdi: L'Orfeo, Otter/Argenta/Rolfe-Johnson CD | Archiv Produktion | 1990
- Monteverdi: Vespro della Beata Vergine, Monoyios/Chance/Tucker/Naglia/Terfel DVD | Archiv Produktion | 1989
- Monteverdi: Vespro della Beata Vergine CD | Decca | 1994
- Monteverdi: Vespro della Beata Vergine, Monoyios/Chance/Tucker/Naglia/Terfel CD | Archiv Produktion | 1989
- Monteverdi Gabrieli Bassano: Vespro della B.V./Mottetti, Gomez/Palmer/Bowman CD | Decca
- Mozart Collection CD Boxed Set | Deutsche Grammophon | 2005
- Mozart: Così Fan Tutte CD | Archiv | 1994
- Mozart: Così Fan Tutte, Roocroft/Mannion DVD | Archiv Produktion | 1992
- Mozart: Die Entführung aus dem Serail CD | Archiv | 1993
- Mozart: Die Entführung aus dem Serail CD | Deutsche Grammophon | 2005
- Mozart: Don Giovanni CD | Deutsche Grammophon | 1995
- Mozart: Great Mass in C minor CD | Philips | 1990
- Mozart: Idomeneo, Rolfe J./Otter/McNair CD | Archiv Produktion | 1990
- Mozart: La Clemenza di Tito CD | Archiv | 1992
- Mozart: Le Nozze di Figaro CD | Archiv | 1993
- Mozart: Le Nozze di Figaro, Terfel/Hagley/Gilfry regia Olivier Mille DVD | Archiv Produktion | 1993
- Mozart: Conc. per pf. n. 5-27/Rondò n. 1-2, Malcolm Bilson, fortepiano/English Baroque Soloists CD | Archiv Produktion | 1999
- Mozart: Requiem / Mass in C Minor DVD | Philips | 2006
- Mozart: Requiem in D Minor CD | Deutsche Grammophon | 2005
- Mozart: Requiem/Kyrie, Bonney/Otter/White CD | Philips | 1986
- Mozart: Flauto magico, Oelze/Schade/Sieden CD | Archiv Produktion | 1995
- Mozart: Idomeneo/Ratto/Nozze/Don Giovanni/Così/Clemenza/Flauto, English Baroque Soloists CD | Archiv Produktion | 1990/1995
- Once as I remember CD | Philips | 1998
- Purcell: Fairy Queen CD | Archiv | 1990
- Schumann: Complete Symphonies CD | Archiv | 1998
- Schumann: Paradiso e la Peri/Requiem/Nachtlied op. 108, Bonney/Finley CD | Archiv Produktion | 1997
- Schumann: Symphonies Nos. 1 & 4 CD | Archiv | 2003
- Stravinsky: Rake's Progress - Ian Bostridge, Anne Sofie von Otter, Bryn Terfel, Deborah York, the Monteverdi Choir & the London Symphony Orchestra, CD | Deutsche Grammophon | 1999 Grammy Award for Best Opera Recording 2000
- Stravinsky: Symphony of Psalms / Boulanger: Psalms 24 & 129 / Vieille Prière Bouddhique CD | Deutsche Grammophon | 2002 - Oggi pubblicata da BRILLIANT col No. Cat.: 9015
- The Artist's Album CD | Deutsche Grammophon | 1998
- Verdi: Requiem / 4 Sacred Pieces CD | Philips | 1995
- Vivaldi: Gloria / Handel: Dixit Dominus/Gloria, Monteverdi Choir CD | Philips | 1998
- Weber: Oberon, Davislim/Kaufmann CD | Philips | 2002

## Pubblicazioni
- Gardiner, La musica nel castello del cielo - Einaudi 2017